# Райгруд
Ра́йгруд (пол. Rajgród) — місто в північно-східній Польщі.
Належить до Граєвського повіту Підляського воєводства.

## Назва
- Ра́йгруд, або Райгрод (пол. Rajgród) — польська назва.
- Райгород — українська традиційна назва; російська назва у XVIII—XIX ст.

## Історія
Місто виникло на основі поселення, закладеного ятвягами.

## Населення
Демографічна структура станом на 31 березня 2011 року:
|          | Загалом | Допрацездатний вік | Працездатний вік | Постпрацездатний вік |
| -------- | ------- | ------------------ | ---------------- | -------------------- |
| Чоловіки | 834     | 151                | 599              | 84                   |
| Жінки    | 838     | 113                | 517              | 208                  |
| Разом    | 1672    | 264                | 1116             | 292                  |